# Astronomische Nachrichten
Astronomische Nachrichten is een internationaal, aan collegiale toetsing onderworpen wetenschappelijk tijdschrift op het gebied van de astronomie. De naam wordt in literatuurverwijzingen meestal afgekort tot Astron. Nachr. of AN.
Het wordt sinds 1996 uitgegeven door John Wiley & Sons namens de Astronomische Gesellschaft en verschijnt tweemaandelijks.
Het eerste nummer verscheen in september 1821 (het eerste jaargang werd in 1823 afgesloten).
Het is het oudste nog steeds bestaande astronomisch tijdschrift.